# Inland Empire (California)
Inland Empire (IE) è il nome informale di un'area metropolitana e regione della California meridionale, incentrata intorno alle città di Riverside e San Bernardino. 
Il termine può essere usato per riferirsi alle città della parte occidentale della contea di Riverside e della parte sud-occidentale della contea di San Bernardino; una definizione più ampia include anche le città della parte orientale della contea di Los Angeles nella Pomona Valley e, a volte, le comunità nel deserto di Palm Springs e il resto della valle di Coachella.
Lo U.S. Census Bureau definisce l'area metropolitana "Riverside–San Bernardino–Ontario", che comprende la totalità delle contee di San Bernardino e Riverside, con una superficie di otre 70 000 km² e una popolazione di circa 4,2 milioni di abitanti nel 2008, che la rendono la 14° area metropolitana degli Stati Uniti e la terza della California, dopo quelle di Los Angeles e San Francisco.
Alla fine del XIX secolo, la regione era un importante centro agricolo, in cui si producevano soprattutto agrumi, latticini e vino. L'agricoltura è tuttavia diminuita nel corso del ventesimo secolo e dagli anni '70 una popolazione in rapida crescita, alimentata da famiglie che migrano in cerca di alloggi a prezzi più accessibili rispetto alla vicina area metropolitana di Los Angeles, ha portato a uno sviluppo residenziale, industriale e commerciale.